# 솔테어
솔테어(Saltaire)는 영국 잉글랜드 웨스트요크셔주의 아이르 강(River Aire)과 리즈 리버풀 운하(Leeds and Liverpool Canal) 사이에 있는, 빅토리아 시대에 조성된 시범마을이다. 1851년부터 1871년까지 타이터스 솔트(Titus Salt)에 의해 솔츠 직물 공장(Salts Mill)과 주택들이 건설되어 브래드퍼드의 슬럼가보다 나은 거주 환경을 노동자들에게 제공하였다. 공장은 1986년 가동을 중단하였으며, 현재 미술 갤러리, 레스토랑, 기술 기업의 본부 등 여러 기능을 수행하는 장소로 바뀌었다. 유네스코 세계문화유산, 유럽 산업 유산 루트로 선정되었다.